# Maison 3 litres
La maison 3 litres (en allemand, « 3-Liter-Haus ») est un concept d'efficacité énergétique, proposé par le groupe chimique allemand BASF, développé par la société Luwoge consult gmbh, à destination de la rénovation. Ce nom se rapporte à la consommation résiduelle d'une telle maison : 3 litres de fioul (ou 30 kWh) par mètre carré et par an.
Ce concept est largement répandu en Allemagne[réf. souhaitée], et a été transposé par BASF en Europe, en Amérique du Nord et même en Asie.

## Sources
1. ↑  Le groupe BASF sur le site maisonpassive.be